# 懐仁可汗
懐仁可汗（かいじんかがん、拼音：Huáirén Kĕhàn、? - 747年）は、回鶻可汗国の初代可汗。氏族は薬羅葛（ヤグラカル）氏、名は骨力裴羅（クトゥルグ・ボイラ、Qutluγ boila）。初めは骨咄禄毘伽闕可汗（クトゥルグ・ビルゲ・キョル・カガン）と称したが、唐に入朝した際に骨咄禄毘伽闕懐仁可汗の称号を拝命した。

## 生涯
回紇部の頡利発（イルテベル：部族長）となる。
天宝元年（742年）、抜悉蜜（バシュミル）部・回紇（ウイグル）部・葛邏禄（カルルク）部の3部族は東突厥（第二可汗国）に叛き、抜悉蜜部の酋長を推して頡跌伊施可汗（イルティリシュ・カガン）とし、回紇部の骨力裴羅は葛邏禄部の族長とともに左右の葉護（ヤブグ）と称した。葉護頡利吐発（ヤブグ・イルテベル）となった骨力裴羅（クトゥルグ・ボイラ）は唐に遣使を送って入朝したため、玄宗より奉義王に封ぜられた。
天宝3載（744年）8月、抜悉蜜部・回紇部・葛邏禄部の3部族は東突厥の烏蘇米施可汗（オズミシュカガン）を殺し、その首を京師に伝え、太廟に献上した。東突厥では烏蘇米施可汗の弟である白眉特勤の鶻隴匐が即位して白眉可汗となり、抜悉蜜の頡跌伊施可汗と対立した。その後、回紇部と葛邏禄部は頡跌伊施可汗を殺し、回紇部の骨力裴羅を奉じて骨咄禄毘伽闕可汗（クトゥルグ・ビルゲ・キョル・カガン）とした。その後、骨力裴羅はふたたび唐に遣使を送って入朝したため、懐仁可汗の称号を拝命した。また、骨力裴羅は牙帳（本拠地）を南の突厥故地（漠南）から鬱督軍山（ウテュケン山）・昆河（オルホン川）の間に移した。
天宝4載（745年）、骨力裴羅は東突厥の白眉可汗を攻め殺し、頓啜羅達干（トンチョラ・タルカン：官名）を唐に遣わして白眉可汗の首を献上させると、唐によって左驍衛員外大将軍に拝された。骨力裴羅はさらに領土を広げ、東は室韋、西は金山（アルタイ山脈）、南は大漠（ゴビ砂漠）と接するまでとなり、古の匈奴の地を手に入れることとなった。
骨力裴羅が死ぬと、子の磨延啜（モユン・チョル）が立ち、葛勒可汗と号した。

## 参考資料
- 『旧唐書』（列伝第一百四十五 迴紇）
- 『新唐書』（列伝第一百四十下 突厥下、列伝第一百四十二上 回鶻上）